# Tomas Van Den Spiegel
Tomas Van Den Spiegel(Gante,10 de julho de 1978) é um basquetebolista belga, atualmente aposentado como jogador. O atleta mede 2,14m, pesa 118 kg e atuava como Pivô.
Em outubro de 2016, Van Den Spiegel foi eleito o presidente da União das Ligas Europeias de Basquetebol (em francês:  Union des Ligues Européennes de Basket-Ball) e também acumula o cargo de CEO do Flanders Classics.

## Títulos

### CSKA Moscou
Liga Russa
- Campeão (3): 2005-06, 2006-07 e 2007-08

Copa da Rússia
- Campeão (2):2006 e 2007

EuroLiga
- Campeão (2):2005-06, 2007-08